# Noisseville
Noisseville település Franciaországban, Moselle megyében. Lakosainak száma 1103 fő (2022. január 1.). Noisseville Nouilly, Retonfey, Servigny-lès-Sainte-Barbe és Ogy-Montoy-Flanville községekkel határos.

## Népesség
A település népességének változása:
| Lakosok száma | 232  | 956  | 1010 | 990  | 1017 | 1008 | 1031 | 1072 | 1108 | 1103 |
|               | 1968 | 1982 | 1990 | 2006 | 2013 | 2015 | 2017 | 2019 | 2020 | 2022 |